# Botswana op de Olympische Zomerspelen 1988
Botswana nam deel aan de Olympische Zomerspelen 1988 in Seoul, Zuid-Korea. Het was de derde olympische deelname van het land uit zuidelijk Afrika.

## Resultaten en deelnemers

### Atletiek
| Olympiër                                                              | Discipline   | Resultaat | Prestatie                                             |
| --------------------------------------------------------------------- | ------------ | --------- | ----------------------------------------------------- |
| Benny Kgarametso                                                      | 200m (m)     | 69e       | serie 9: 6e in 22,79                                  |
| Sunday Maweni                                                         | 400m (m)     | 48e       | serie 6: 4e in 47,97                                  |
| Bobby Gaseitsiwe                                                      | 800m (m)     | 33e       | serie 6: 4e in 1.48,08                                |
| Mbiganyi Thee                                                         | 1500m (m)    | 19e       | serie 3: 8e in 3.41,97 halve finale 2: 10e in 3.42,62 |
| Kebapetse Gaseitsiwe Benny Kgarametso Sunday Maweni Joseph Ramotshabi | 4x400m (m)   | 20e       | serie 3: 7e in 3.13,16                                |
| Bigboy Matlapeng                                                      | marathon (m) | 34e       | 2:20.51                                               |

### Boksen
| Olympiër          | Discipline | Resultaat | Prestatie                                                               |
| ----------------- | ---------- | --------- | ----------------------------------------------------------------------- |
| Magare Tshekiso   | -54kg (m)  | 33e       | 1e ronde: V van GDR Breibarth: 0-5                                      |
| Shakes Kubuitsile | -60kg (m)  | 33e       | 1e ronde: vrij 2e ronde: V van ALG Said: scheidsrechterlijke beslissing |

Afghanistan · Algerije · Amerikaanse Maagdeneilanden · Amerikaans-Samoa · Andorra · Angola · Antigua en Barbuda · Argentinië · Aruba · Australië · Bahama’s · Bahrein · Bangladesh · Barbados · België · Belize · Benin · Bermuda · Bhutan · Birma · Bolivia · Bondsrepubliek Duitsland · Botswana · Brazilië · Britse Maagdeneilanden · Brunei · Bulgarije · Burkina Faso · Canada · Centraal-Afrikaanse Republiek · Chili · China · Chinees Taipei · Colombia · Congo-Brazzaville · Cookeilanden · Costa Rica · Cyprus · Denemarken · Djibouti · Dominicaanse Republiek · Duitse Democratische Republiek · Ecuador · Egypte · El Salvador · Equatoriaal-Guinea · Fiji · Filipijnen · Finland · Frankrijk · Gabon · Gambia · Ghana · Grenada · Griekenland · Groot-Brittannië · Guam · Guatemala · Guinee · Guyana · Haïti · Honduras · Hongarije · Hongkong · Ierland · IJsland · India · Indonesië · Irak · Iran · Israël · Italië · Ivoorkust · Jamaica · Japan · Joegoslavië · Jordanië · Kaaimaneilanden · Kameroen · Kenia · Koeweit · Laos · Lesotho · Libanon · Liberia · Libië · Liechtenstein · Luxemburg · Malawi · Malediven · Maleisië · Mali · Malta · Marokko · Mauritanië · Mauritius · Mexico · Monaco · Mongolië · Mozambique · Nederland · Nederlandse Antillen · Nepal · Nieuw-Zeeland · Niger · Nigeria · Noord-Jemen · Noorwegen · Oeganda · Oman · Oostenrijk · Pakistan · Panama · Papoea-Nieuw-Guinea · Paraguay · Peru · Polen · Portugal · Puerto Rico · Qatar · Roemenië · Rwanda · Saint Vincent en de Grenadines · Salomonseilanden · Samoa · San Marino · Saoedi-Arabië · Senegal · Sierra Leone · Singapore · Soedan · Somalië · Sovjet-Unie · Spanje · Sri Lanka · Suriname · Swaziland · Syrië · Tanzania · Thailand · Togo · Tonga · Trinidad en Tobago · Tsjaad · Tsjecho-Slowakije · Tunesië · Turkije · Uruguay · Vanuatu · Venezuela · Verenigde Arabische Emiraten · Verenigde Staten · Vietnam · Zaïre · Zambia · Zimbabwe · Zuid-Jemen · Zuid-Korea · Zweden · Zwitserland